# Centroctena undulata
Centroctena undulata är en fjärilsart som beskrevs av Aurivillius 1900. Centroctena undulata ingår i släktet Centroctena och familjen svärmare. Inga underarter finns listade i Catalogue of Life.